# Luigi Naddeo
Luigi Naddeo (Roma, 30 de abril de 1934 — Roma, 15 de janeiro de 2009) foi um músico e compositor italiano.
Ele compôs várias músicas tanto para orquestras e voz, canções, romances e banda de música.
Entre as canções compostas: "Roberta" trouxe para o sucesso por Peppino di Capri, "I nuovi angeli" com o qual Roby Crispiano frequentou a Cantagiro 1962 e "Le stelle d'oro" incluída na trilha sonora do filme Io la conoscevo bene (1965).